# Heinz Ruttloff
Heinz Ruttloff (* 12. Dezember 1925 in Chemnitz; † 28. April 2023 in Bergholz-Rehbrücke (Nuthetal)) war ein deutscher Lebensmittelchemiker.

## Biografie
Rutloff studierte Lebensmittelchemie an der Humboldt-Universität in Berlin und beendete seine Dissertation über den Citronensäure-Cyclus am 6. März 1959. Die Habilitation erfolgte ebenfalls in Berlin im Jahre 1967. Er war ein ehemaliger Mitarbeiter von Arthur Scheunert. Er war dann angestellt am Zentralinstitut für Ernährung der Deutschen Akademie der Wissenschaften, Berlin.
Ruttloff musste sich verrenken, um in der DDR für seine Enzymforschung Mittel zu bekommen. Er forschte an „Enzymen für den Aufbau des Sozialismus“.
Er war unter anderem Mitglied der Akademie der Wissenschaften zu Göttingen, und langjähriges Mitglied der Gesellschaft Deutscher Chemiker.
Heinz Ruttloff verstarb im Alter von 97 Jahren an seinem langjährigen Wohnort in Brandenburg.

## Auszeichnungen
- Träger des Nationalpreises der DDR I. Klasse für Wissenschaft und Technik, 1970
- Träger des Nationalpreises der DDR III. Klasse für Wissenschaft und Technik, 1986